# Колестипол
Колестипол, холестипол (торгові назви Colestid, Cholestabyl) — лікарський засіб, який належить до класу секвестрантів жовчних кислот. Використовується для зниження рівня холестерину в крові, зокрема ліпопротеїнів низької щільності (ЛПНЩ). Він також використовується для зменшення об'єму та частоти випорожнення, а також для лікування хронічної діареї.
Подібно до колестираміну, колестипол діє в кишечнику, захоплюючи жовчні кислоти та запобігаючи їхньому повторному всмоктуванню. Це призводить до зниження кишково-печінкової рециркуляції жовчних кислот, посилення синтезу нових жовчних кислот печінкою з холестерину, зниження холестерину в печінці, збільшення експресії рецепторів ЛПНЩ і зниження ЛПНЩ у крові.

## Побічні ефекти
Можуть виникнути такі помітні побічні ефекти:
- розлади шлунково-кишкового тракту, особливо (легкі, іноді важкі) запори
- іноді підвищення ЛПДНЩ та тригліцеридів

## Взаємодії
Колестипол може зв'язуватися з низкою ліків і поживних речовин у кишечнику та пригнічувати або сповільнювати їх всмоктування. До таких речовин належать:
- тіазидні діуретики, фуросемід
- гемфіброзил
- бензилпеніцилін, тетрациклін
- дигоксин
- жиророзчинні вітаміни (A, D, E, K)

## Протипоказання
Колестипол протипоказаний при гіпертригліцеридемії (високий рівень тригліцеридів у крові).

## Хімічні властивості
Колестипол є сополімером діетилентріаміну (ДЕТА) — або тетраетиленпентаміну згідно з деякими джерелами — і епіхлоргідрину. На схемі структури (вгорі праворуч) фрагменти ДЕТА показано синім кольором, а фрагменти епіхлоргідрину — червоним.
|  |  |